# Naturschutzgebiet Wilzenberg
Das Naturschutzgebiet Wilzenberg mit einer Größe von 73,6 ha liegt nördlich von Grafschaft im Stadtgebiet von Schmallenberg. Das Gebiet wurde 2008 mit dem Landschaftsplan Schmallenberg Südost durch den Hochsauerlandkreis als Naturschutzgebiet (NSG) ausgewiesen. Es liegt nur ca. 100 m vom Dorf Grafschaft entfernt.

## Gebietsbeschreibung

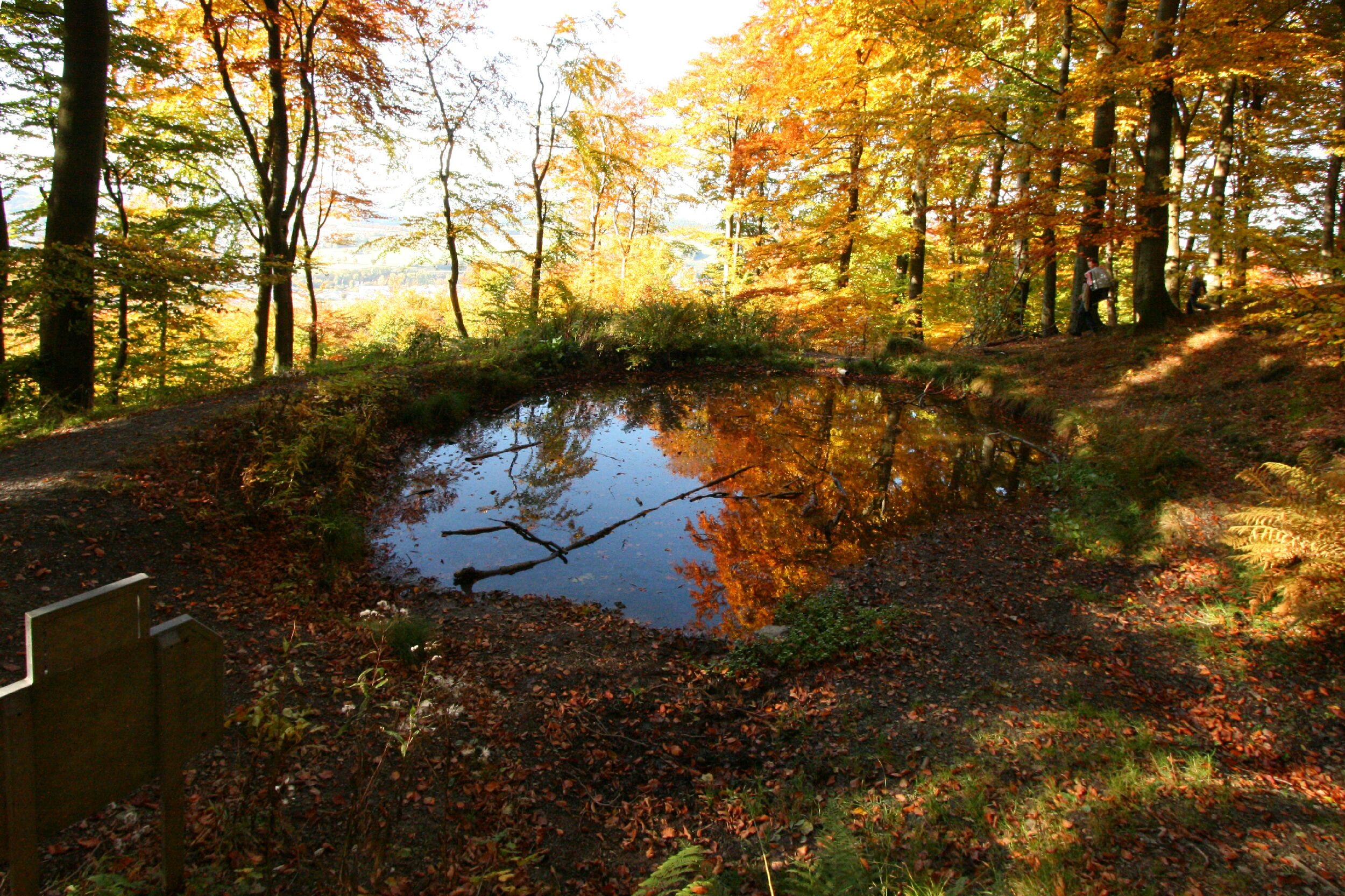
Quellteich „Brauers-Deyk“ (Bruder-Teich) im NSG

Beim NSG handelt es sich um einen Rotbuchenwald mit Felsen und Quellen auf dem Wilzenberg. Auf dem Wilzenberg befinden sich der Wilzenbergturm, eine kleine Wallfahrtskapelle aus dem Jahr 1633 und ein 28 m hohes Gipfelkreuz. Daneben befinden sich Ringwälle einer Wallburg, welche als Bodendenkmal ausgewiesen wurde, auf dem Berg. Am Westhang befindet sich der Brauers-Deyk (Bruder-Teich). 

## Pflanzenarten im NSG
Im NSG kommen seltene Tier- und Pflanzenarten vor. Auswahl vom Landesamt für Natur, Umwelt und Verbraucherschutz Nordrhein-Westfalen dokumentierter Pflanzenarten: Ährige Teufelskralle, Bachbunge, Berg-Ehrenpreis, Besenheide, Buschwindröschen, Frauenfarn, Fuchssches Greiskraut, Gegenblättriges Milzkraut, Große Sternmiere, Großes Hexenkraut, Hain-Sternmiere, Harzer Labkraut, Heidelbeere, Himbeer-Kissenmoos, Kleiner Sauerampfer, Kriechender Günsel, Langblättriges Weißgabelzahnmoos, Quirl-Weißwurz, Rotes Straußgras, Wald-Habichtskraut, Waldsauerklee, Waldmeister, Weiße Hainsimse, Winkel-Segge und Zweiblättrige Schattenblume.

## Schutzzweck

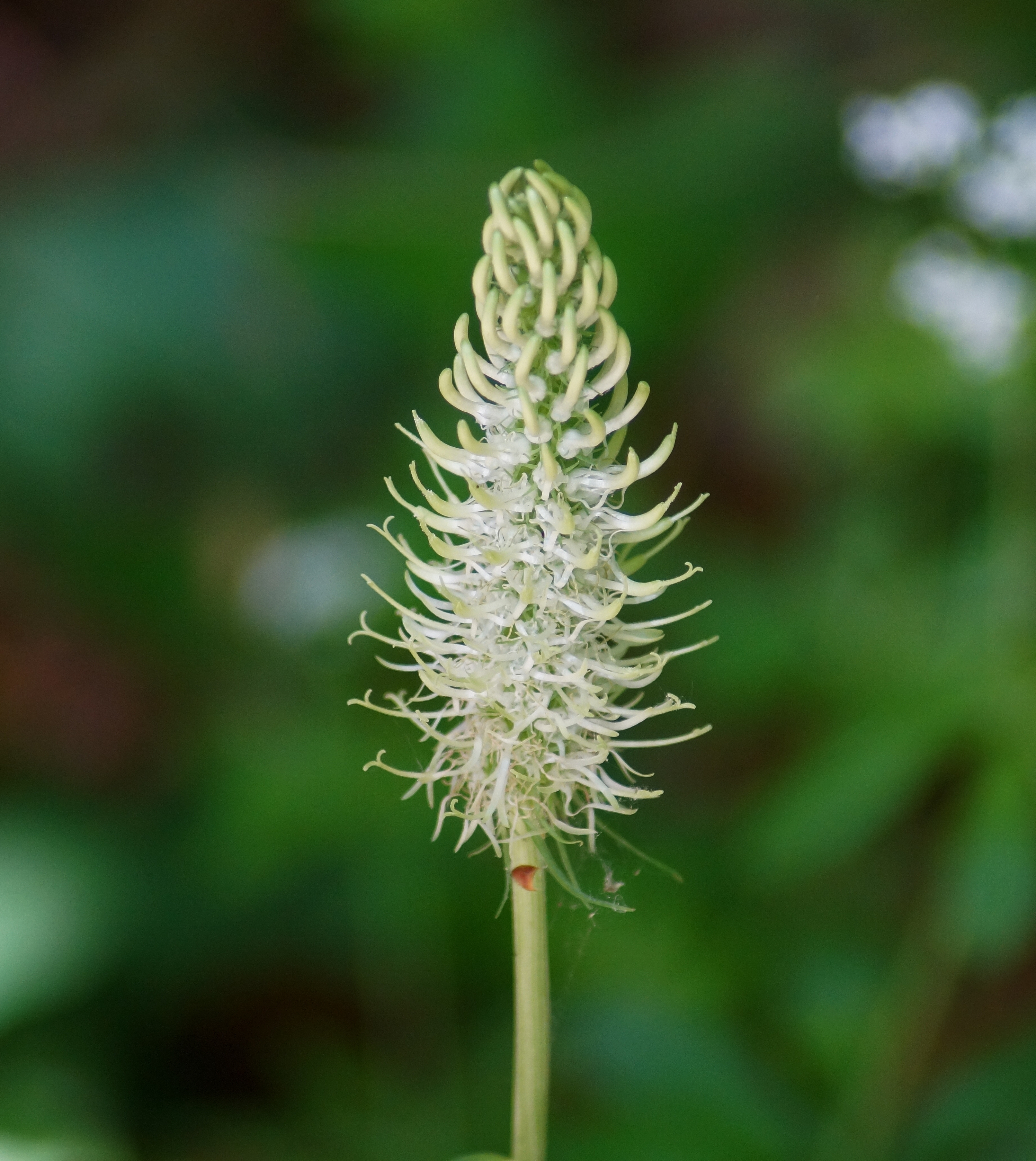
Ährige Teufelskralle im Naturschutzgebiet

Das NSG soll das Waldgebiet mit seinem Arteninventar schützen.
Wie bei allen Naturschutzgebieten in Deutschland wurde in der Schutzausweisung darauf hingewiesen, dass das Gebiet „wegen der Seltenheit, besonderen Eigenart und Schönheit des Gebietes“ zum Naturschutzgebiet wurde.